# Johann Theile

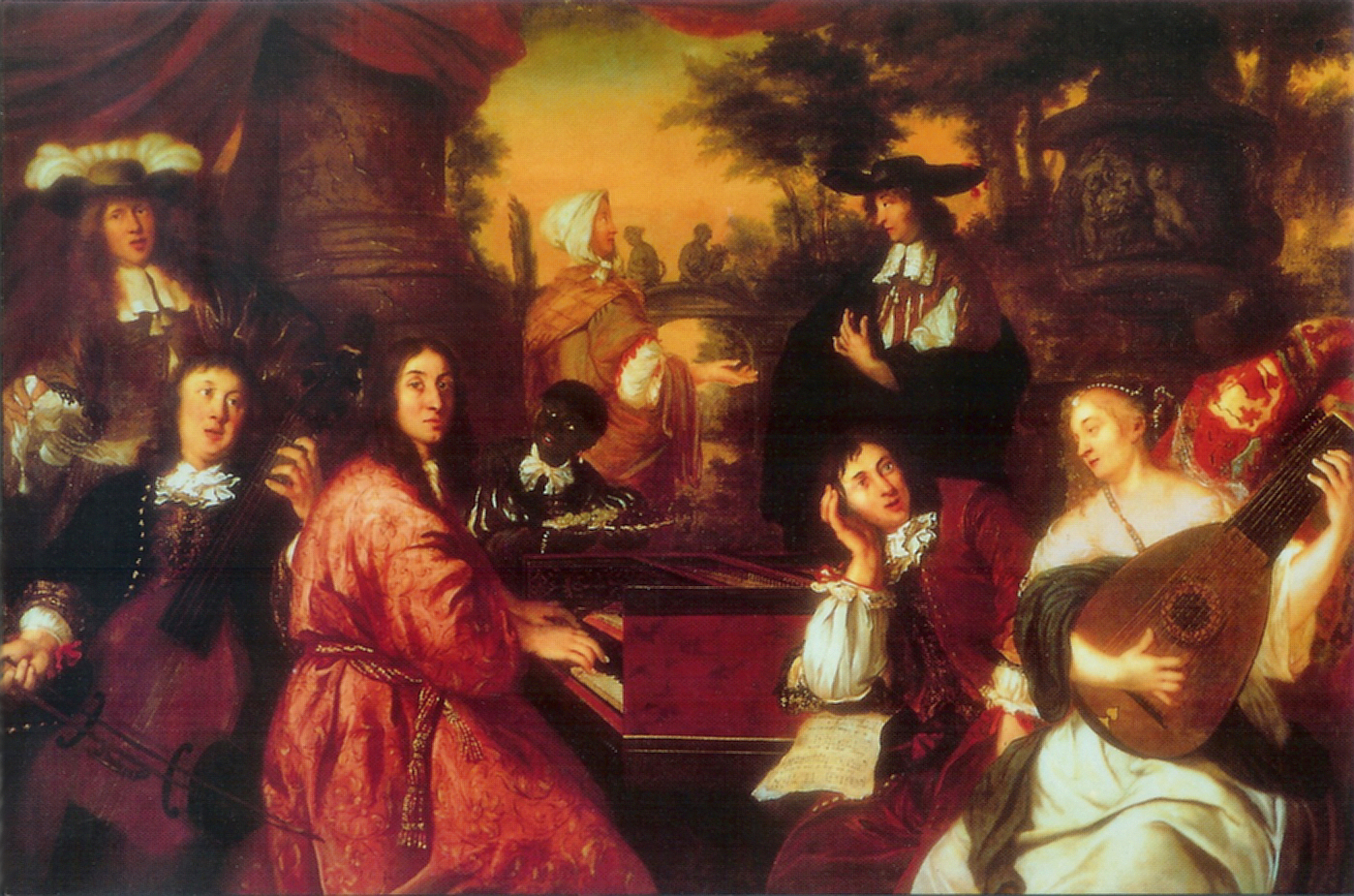
Johann Voorhouts Häusliche Musikszene, 1674; mannen till höger, nedanför cembalo är möjligen Johann Theile.

Johann Theile, född 29 juli 1646, död 24 juni 1724. Han var en tysk kompositör från barocktiden, berömd för operan Adam und Eva, Der erschaffene, gefallene und aufgerichtete Mensch, som först uppfördes i Hamburg den 2 januari 1678. 

## Liv
Efter att ha studerat juridik i Leipzig och Halle studerade Theile komposition i Weißenfels. Hans lärare där var den stora Heinrich Schütz, den mest framstående tyska kompositören på 1600-talet. Theile tros ha varit en av hans sista elever och anses vara en av de mest begåvade bland dem. Mellan 1673 och 1675 innehade han positionen som hovkapellmästare hos hertigen Christian Albrecht i Schleswig-Holstein-Gottorp. Några år senare innehade han positionen som kapellmästare i Wolfenbüttel, där började han undervisaJohann Rosenmüller i musik, som vid denna tid permanent hade återvänt till Nordtyskland efter att ha tillbringat större delen av sin karriär i Italien. Han arbetade också i Naumburg, där han också innehade positionen som kapellmästare. I Berlin var han aktiv som musiklärare vid kungliga hovet; liksom Lübeck och Stettin, där han också betjänade en musikinstruktör. 1673 skrev han Matthäuspassion (Matteuspassionen) i Lübeck. 
1694 återvände Theile från en arbetsuppgift som musikalisk rådgivare till hertigen av Zeitz i  hemstaden Naumburg, där han dog 1724. 
Theiles kompositioner omfattar Singspiels (tyska folkoperor med talad dialog), operor, mässor, psalminställningar, passioner (passioner och oratorier), arior, canzonettor och sonater, samt motetter. Hans opera Adam und Eva var det första verket som framfördes på Goosemarket opera i Hamburg - det första medborgaroperahuset i Tyskland. Han skrev också ett antal verk om musikteori, särskilt om kontrapunkt. Han hade också en enastående karriär som utövare och teoretiker inom musikalisk pedagogik. Theile undervisade Johann Mattheson. Dietrich Buxtehude var hans viktigaste elev (trots att han var nio år äldre och hade avlidit ett decennium före honom). 